# Nerezi (Struga)
Nerezi (mazedonisch und albanisch definit; kyrillisch Нерези; albanisch indefinit Nerez) ist ein Dorf in der Gemeinde Struga im Südwesten Nordmazedoniens. Es liegt mitten in den Bergen des Jablanica und westlich des Schwarzen Drin, rund 26 Kilometer von der Gemeindehauptstadt Struga entfernt. Bei der letzten Volkszählung im Jahr 2021 wurden für Nerezi 106 Personen registriert, welche fast ausnahmslos Mazedonier christlich-orthodoxen Glaubens waren.